# Ulesie (Silésie)
Pour les articles homonymes, voir Ulesie.
Ulesie est une localité polonaise de la gmina de Dąbrowa Zielona, située dans le powiat de Częstochowa en voïvodie de Silésie.